# Margit Påhlsons pris
Margit Påhlsons pris är ett språkvetenskapligt pris som delas ut av Svenska Akademien till "personer som genom sin verksamhet har gjort särskilt viktiga insatser för svenska språket." Priset utgår ur en donation som överlämnades till Akademien 1981. Prissumman är på 200 000 kronor (2019).

## Pristagare
- 1981: Ture Johannisson
- 1982: Karl-Hampus Dahlstedt
- 1983: Sven B.F. Jansson
- 1984: Gun Widmark
- 1985: Bertil Molde
- 1986: Sven Ekbo
- 1987: Gösta Holm
- 1988: Sigurd Fries
- 1989: Lennart Moberg
- 1990: Bengt Loman
- 1991: Lars Huldén
- 1992: Bengt Sigurd
- 1993: Claes-Christian Elert
- 1994: Ulf Teleman
- 1995: Gunnar Fant
- 1996: Bo Ralph
- 1997: Staffan Hellberg
- 1998: Sven Öhman
- 1999: Erik Andersson
- 2000: Sture Allén
- 2001: Thorsten Andersson
- 2002: Lennart Elmevik
- 2003: Bengt Nordberg
- 2004: Mirja Saari
- 2005: Christer Platzack
- 2006: Tor G. Hultman
- 2007: Mats Thelander
- 2008: Marketta Sundman
- 2009: Olle Josephson
- 2010: Jan Einarsson
- 2011: Sven-Göran Malmgren
- 2012: Barbro Söderberg
- 2013: Britt-Louise Gunnarsson
- 2014: Lars-Gunnar Andersson
- 2015: Kenneth Hyltenstam
- 2016: Sture Berg
- 2017: Jan Svensson
- 2018: Per Lindblad
- 2019: Stig Eliasson[1]
- 2020: Olle Engstrand[2]
- 2021: Lena Ekberg[3]
- 2022: Lars Wollin[4]
- 2023: Åke Viberg[5]
- 2024: Björn Melander